# Hungarian International 1978
Die Hungarian International 1978 im Badminton fanden vom 4. November bis zum 5. November 1978 in Budapest statt. Es nahmen Sportler aus neun Ländern teil. Es war die dritte Auflage dieser internationalen Meisterschaften von Ungarn im Badminton.

## Finalergebnisse
| Disziplin    | Sieger                            | Finalist                               | Ergebnis          |
| ------------ | --------------------------------- | -------------------------------------- | ----------------- |
| Herreneinzel | Rolf Heyer                        | Edgar Michalowski                      | 6-15, 15-10, 15-3 |
| Dameneinzel  | Monika Cassens                    | Mechtild Hagemann                      | 11-2, 11-0        |
| Herrendoppel | Olaf Rosenow Rolf Heyer           | Edgar Michalowski Erfried Michalowsky  | 15-9, 15-12       |
| Damendoppel  | Angela Michalowski Monika Cassens | Jiřína Hubertová Taťána Šrámková       | 15-4, 15-7        |
| Mixed        | Edgar Michalowski Monika Cassens  | Erfried Michalowsky Angela Michalowski | 15-8, 15-10       |